# Ketsch
Ketsch è un comune tedesco di 12 882 abitanti, situato nel land del Baden-Württemberg.